# 마블 라이징: 시크릿 워리어즈
《마블 라이징: 시크릿 워리어즈》(영어: Marvel Rising: Secret Warriors)는 2018년 공개 예정인 마블 코믹스 원작의 애니메이션 영화이다. 스파이더 그웬(일명 고스트스파이더), 데이지 존슨, 스쿼럴걸, 미즈 마블, 캡틴 마블이 등장할 예정이다.

## 성우진
성우진은 마블 코믹스와 인연이 있는 인물들이 많다. 도브 캐머런, 클로이 베넷, 밍나 원은 《에이전트 오브 실드》에서 각각 루비, 데이지 존슨, 메이 요원 역으로, 밀라나 바인트루브는 《뉴 워리어즈》에서 스쿼럴걸 역으로, 부부 스튜어트는 《엑스맨: 데이즈 오브 퓨처 패스트》에서 워패스 역으로 출연한 바 있다. 그리고 캐스린 카바리, 스티븐 웨버는 TV 애니메이션 《어벤저스 어셈블》에서 미즈 마블, 비욘더 역 성우를 맡은 바가 있다. 《제시》의 주리 역으로 유명한 스카이 잭슨은 《얼티밋 스파이더맨》에서 해당 배역으로 게스트 출연하였고, 마블 코믹스 캐릭터 아이언하트의 모델이 되었다.

### 주연
- 도브 캐머런 - 그웬 스테이시 / 고스트스파이더
- 클로이 베넷 - 데이지 존슨 / 퀘이크
- 타일러 포시 - 단테 페르투스 / 인페르노
- 캐스린 카바리 - 카말라 칸 / 미즈 마블
- 밀라나 바인트루브 - 도린 그린 / 스쿼럴걸
- 시에라 라미레즈 - 아메리카 차베스
- 카밀 맥패든 - 레이션 루커스 / 패트리어트
- 킴 레이버 - 캐럴 댄버스 / 캡틴 마블

### 조연
- 부부 스튜어트 - 빅터 콜 / 엑자일
- 밍나 원 - 집행자 할라
- 스카이 잭슨 - 글로리 그랜트
- 스티븐 웨버 - 조지 스테이시 서장
- 디 브래들리 베이커 - 록조, 티피토